# Myioborus
Genre
Myioborus est un genre de passereaux de la famille des Parulidés. Il se trouve à l'état naturel en Amérique du Sud.

## Liste des espèces
Selon la classification de référence du Congrès ornithologique international (version 14.2, 2024) :
- Myioborus albifacies Phelps & Phelps Jr, 1946 — Paruline à face blanche
- Myioborus albifrons (Sclater, PL & Salvin, 1871) — Paruline à front blanc
- Myioborus brunniceps (d'Orbigny & Lafresnaye, 1837) — Paruline basanée
- Myioborus cardonai Zimmer, JT & Phelps, 1945 — Paruline de Cardona
- Myioborus castaneocapilla (Cabanis, 1849) — Paruline des tépuis
- Myioborus flavivertex (Salvin, 1887) — Paruline à cimier jaune
- Myioborus miniatus (Swainson, 1827) — Paruline ardoisée
- Myioborus melanocephalus (Tschudi, 1844) — Paruline à lunettes
- Myioborus ornatus (Boissonneau, 1840) — Paruline dorée
- Myioborus pariae Phelps & Phelps Jr, 1949 — Paruline de Paria
- Myioborus pictus (Swainson, 1829) — Paruline à ailes blanches
- Myioborus torquatus (Baird, SF, 1865) — Paruline ceinturée